# Cynanchum obtusifolium
Cynanchum obtusifolium là một loài thực vật có hoa trong họ La bố ma. Loài này được L.f. mô tả khoa học đầu tiên năm 1782.